# Caio Popeu Sabino
Caio Popeu Sabino (em latim: Gaius Poppaeus Sabinus; m. 35) foi um político romano eleito cônsul em 9 com Quinto Sulpício Camerino e governador da Mésia entre 15 e 35. Os dois serviram até as calendas de julho, quando foram sucedidos pelo seu irmão, Quinto Popeu Segundo, e por Marco Pápio Mutilo.

## História
Entre 15 e sua morte, em 35, Sabino serviu como governador da província romana da Mésia, um mandato excepcionalmente longo e indicativo da boa relação de Sabino com os imperadores Augusto e Tibério.
Em 26, durante o reinado de Tibério, Sabino sufocou uma revolta na Trácia, o que lhe valeu a ornamenta triumphalia.
Sabino morreu no final de dezembro de 35, provavelmente de causas naturais.

## Família
Caio Popeu Sabino foi o pai de Popeia Sabina, a Velha, e avô materno de Popeia Sabina, imperatriz-consorte de Nero, de quem era segunda esposa.